# Wachtpost Heumensoord
De wachtpost Heumensoord was een laat-Romeinse wachttoren/wachtpost die lag aan de weg van Cuijk naar Nijmegen om Frankische invallen te voorkomen. Deze wachtpost ligt thans gesitueerd in het bos Heumensoord in de gemeente Heumen vlak bij de plaats Malden in de Nederlandse provincie Gelderland.
In de 4e eeuw zou hier een houten wachtpost zijn opgericht die omgeven werd door een gracht. Deze is later vervangen door een kleinere. Een afdeling soldaten bewaakte hier de Romeinse weg.
In 1999 zijn de resten van deze wachttoren gerestaureerd en bevindt zich er een vierkant omgracht plateau. Er staat een informatiebord met uitleg.
In de buurt van de wachttoren (100 meter noordelijk) bevindt zich een ongeveer 10 meter diepe, trechtervormige vergraving uit vermoedelijk de Romeinse tijd.